# Cité d'Émeraude
Pour les articles homonymes, voir Emerald City.

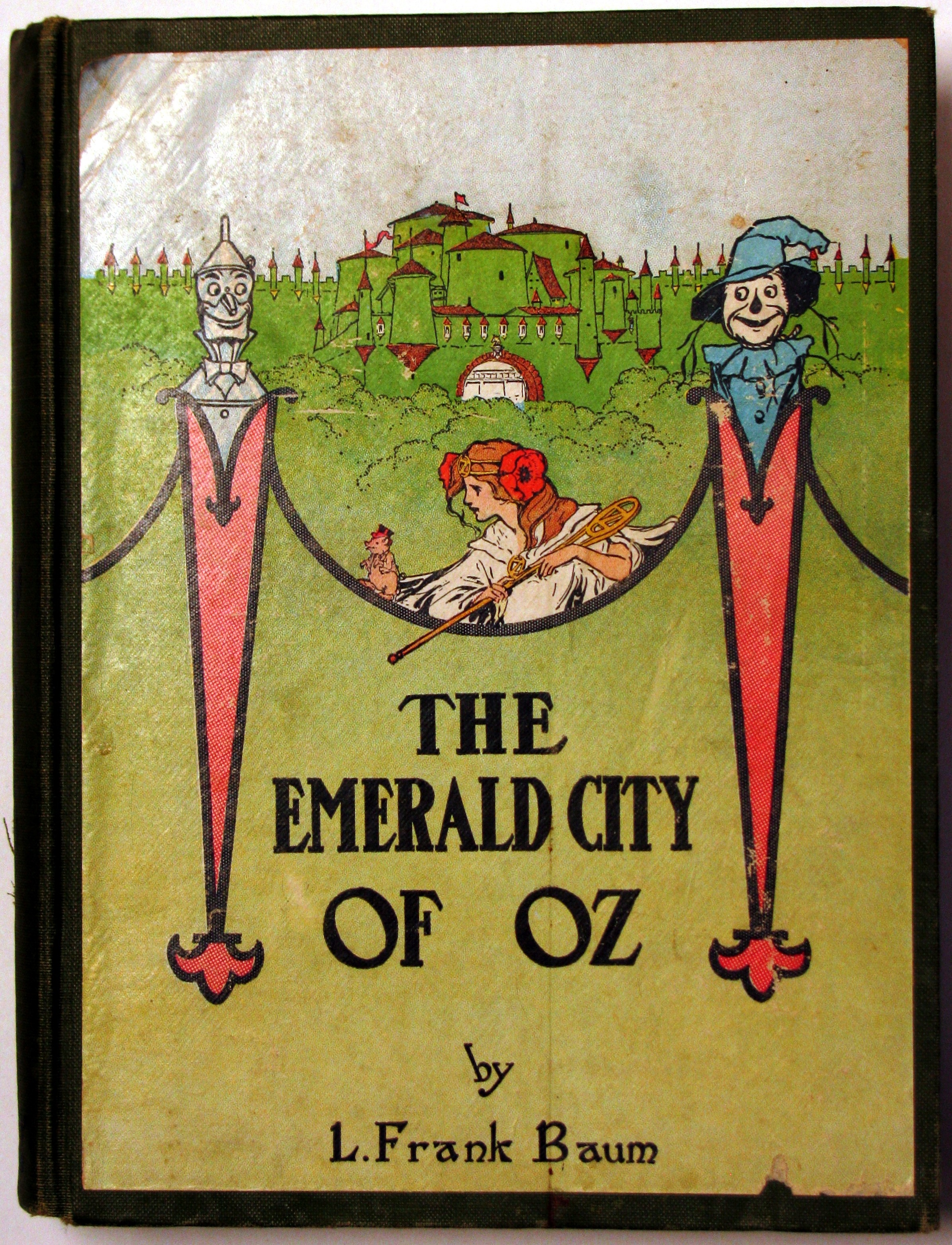
Couverture de The Emerald City of Oz par John R. Neill.

La Cité d'Émeraude est la capitale imaginaire du Pays d'Oz dans les romans de L. Frank Baum. Elle apparaît pour la première fois dans Le Magicien d'Oz.
Située au centre du Pays d'Oz, la Cité d'Émeraude est au bout de la célèbre route de brique jaune qui commence au Pays Munchkin.
Dans Le Magicien d'Oz, les murs en sont verts, mais la ville n'est pas entièrement de cette couleur. Cependant, toutes les personnes qui entrent dans la cité doivent porter des verres teintés de vert, ce qui fait tout apparaître couleur d'émeraude. 
La ville est décrite dans les livres d'Oz comme étant construite de verre vert, d'émeraudes et d'autres pierres précieuses. Parfois décrite comme complètement verte, la cité est aussi ornée d'or et ses habitants portent d'autres couleurs que le vert sur leurs costumes.
Le sixième livre de la série s'intitule The Emerald City of Oz. On y apprend que la cité comprend 9654 bâtiments et 57318 habitants.
Pour imaginer la Cité d'Émeraude, L. Frank Baum a sans doute été influencé par la Cité blanche lors de sa visite à l'Exposition universelle de 1893.
Des spécialistes de l'œuvre qui voient Le Magicien d'Oz comme une allégorie politique considèrent que la Cité d'Émeraude est une métaphore pour Washington et son papier monnaie vert. Dans leur lecture, la splendeur illusoire de la capitale est comparée à la valeur fiduciaire du papier monnaie, dont la valeur ne tient qu'à une illusion partagée ou à une convention.